# Copa Libertadores de Futsal Feminino de 2023
A Copa Libertadores de Futsal Feminino de 2023, cujo nome oficial é CONMEBOL Libertadores Futsal Femenina, é um torneio internacional de futsal feminino organizado pela Confederação Sul-Americana de Futebol (CONMEBOL). É a competição mais importante de clubes de futsal feminino da América. Essa é a oitava edição da competição, sendo realizada no Paraguai entre os dias 4 à 11 de junho, e teve como campeão a Stein Cascavel do Brasil.

## Formato
A competição é realizada em sede única assim como a masculina, contando com apenas um representante de cada país. O formato do torneio é semelhante a Copa América da categoria: são formados dois grupos, onde os dois melhores de cada grupo avançam para as semifinais e o vencedor de cada jogo disputa a final da copa.

## Sede
A edição de 2023 da competição teve seus jogos realizados em Luque, no Ginásio Comitê Olímpico Paraguayo.

## Participantes
A competição segue o formato atual, com 10 equipes, divididos em dois grupos de 5.
| País      | Equipes Classificadas                |
| --------- | ------------------------------------ |
| Argentina | Club Atlético San Lorenzo de Almagro |
| Bolívia   | Club Always Ready                    |
| Brasil    | Stein Cascavel                       |
| Chile     | Deportes Valdivia                    |
| Colômbia  | Kapital Soccer                       |
| Equador   | Santo Domingo                        |
| Paraguai  | Exa Ysaty                            |
| Peru      | Marte Club                           |
| Uruguai   | Club Atlético Peñarol                |
| Venezuela | Pumas Sport                          |

## Fase de Grupos
| Grupo A             | Grupo B                 |
| ------------------- | ----------------------- |
| Exa Ysaty (PAR)     | Stein Cascavel (BRA)    |
| San Lorenzo (ARG)   | Kapital Soccer (COL)    |
| Santo Domingo (ECU) | Always Ready (BOL)      |
| Pumas Sport (VEN)   | Peñarol (URU)           |
| Marte Club (PER)    | Deportes Valdivia (CHI) |

|   | Grupo A                   | Pts | J | V | E | D | GF | GS |
| - | ------------------------- | --- | - | - | - | - | -- | -- |
| 1 | CA San Lorenzo de Almagro | 12  | 4 | 4 | 0 | 0 | 15 | 3  |
| 2 | Exa Ysaty                 | 9   | 4 | 3 | 0 | 1 | 12 | 9  |
| 3 | Pumas Sport               | 6   | 4 | 2 | 0 | 2 | 8  | 11 |
| 4 | Marte Club                | 3   | 4 | 1 | 0 | 3 | 11 | 10 |
| 5 | Santo Domingo             | 0   | 4 | 0 | 0 | 4 | 7  | 20 |

| Dia: 04/06/2023        | Dia: 04/06/2023 | Dia: 04/06/2023 | Dia: 04/06/2023 |
| ---------------------- | --------------- | --------------- | --------------- |
| Horário: 16:00 (UTC-4) | Marte Club      | 7 v 2           | Santo Domingo   |
| Horário: 18:00 (UTC-4) | Exa Ysaty       | 5 v 1           | Pumas Sport     |

| Dia: 05/06/2023        | Dia: 05/06/2023 | Dia: 05/06/2023 | Dia: 05/06/2023 |
| ---------------------- | --------------- | --------------- | --------------- |
| Horário: 16:00 (UTC-4) | San Lorenzo     | 6 v 1           | Santo Domingo   |
| Horário: 16:00 (UTC-4) | Pumas Sport     | 2 v 1           | Marte Club      |

| Dia: 06/06/2023        | Dia: 06/06/2023 | Dia: 06/06/2023 | Dia: 06/06/2023 |
| ---------------------- | --------------- | --------------- | --------------- |
| Horário: 16:00 (UTC-4) | Pumas Sport     | 1 v 3           | San Lorenzo     |
| Horário: 18:00 (UTC-4) | Marte Club      | 2 v 4           | Exa Ysaty       |

| Dia: 07/06/2023        | Dia: 07/06/2023 | Dia: 07/06/2023 | Dia: 07/06/2023 |
| ---------------------- | --------------- | --------------- | --------------- |
| Horário: 16:00 (UTC-4) | San Lorenzo     | 2 v 1           | Marte Club      |
| Horário: 18:00 (UTC-4) | Santo Domingo   | 2 v 3           | Exa Ysaty       |

| Dia: 08/06/2023        | Dia: 08/06/2023 | Dia: 08/06/2023 | Dia: 08/06/2023 |
| ---------------------- | --------------- | --------------- | --------------- |
| Horário: 16:00 (UTC-4) | Santo Domingo   | 2 v 4           | Pumas Sport     |
| Horário: 18:00 (UTC-4) | Exa Ysaty       | 0 v 4           | San Lorenzo     |

|   | Grupo B                   | Pts | J | V | E | D | GF | GS |
| - | ------------------------- | --- | - | - | - | - | -- | -- |
| 1 | Stein Cascavel            | 12  | 4 | 4 | 0 | 0 | 32 | 0  |
| 2 | Always Ready              | 7   | 4 | 2 | 1 | 1 | 9  | 4  |
| 3 | CA Peñarol                | 4   | 4 | 1 | 1 | 2 | 4  | 10 |
| 4 | Kapital Soccer            | 3   | 4 | 1 | 0 | 3 | 5  | 21 |
| 5 | Club de Deportes Valdivia | 2   | 4 | 0 | 2 | 2 | 6  | 21 |

| Dia: 04/06/2023        | Dia: 04/06/2023   | Dia: 04/06/2023 | Dia: 04/06/2023 |
| ---------------------- | ----------------- | --------------- | --------------- |
| Horário: 12:00 (UTC-4) | Stein Cascavel    | 6 v 0           | Peñarol         |
| Horário: 14:00 (UTC-4) | Deportes Valdivia | 3 v 3           | Always Ready    |

| Dia: 05/06/2023        | Dia: 05/06/2023 | Dia: 05/06/2023 | Dia: 05/06/2023   |
| ---------------------- | --------------- | --------------- | ----------------- |
| Horário: 12:00 (UTC-4) | Kapital Soccer  | 0 v 4           | Always Ready      |
| Horário: 14:00 (UTC-4) | Peñarol         | 2 v 2           | Deportes Valdivia |

| Dia: 06/06/2023        | Dia: 06/06/2023   | Dia: 06/06/2023 | Dia: 06/06/2023 |
| ---------------------- | ----------------- | --------------- | --------------- |
| Horário: 12:00 (UTC-4) | Deportes Valdivia | 0 v 11          | Stein Cascavel  |
| Horário: 14:00 (UTC-4) | Peñarol           | 2 v 0           | Kapital Soccer  |

| Dia: 07/06/2023        | Dia: 07/06/2023 | Dia: 07/06/2023 | Dia: 07/06/2023   |
| ---------------------- | --------------- | --------------- | ----------------- |
| Horário: 12:00 (UTC-4) | Always Ready    | 0 v 1           | Stein Cascavel    |
| Horário: 14:00 (UTC-4) | Kapital Soccer  | 5 v 1           | Deportes Valdivia |

| Dia: 08/06/2023        | Dia: 08/06/2023 | Dia: 08/06/2023 | Dia: 08/06/2023 |
| ---------------------- | --------------- | --------------- | --------------- |
| Horário: 12:00 (UTC-4) | Stein Cascavel  | 14 v 0          | Kapital Soccer  |
| Horário: 14:00 (UTC-4) | Always Ready    | 2 v 0           | Peñarol         |

## Fase Final
Ao final da fase de grupos, as equipes que ficaram em quinto, quarto e terceiro colocados fazem uma repescagem para definir a classificação final da competição e os dois primeiros colocados fazem a semifinal e final.
| Playoff 9º colocado | Playoff 9º colocado |
| ------------------- | ------------------- |
| Santo Domingo       | 2                   |
| Deportes Valdivia   | 5                   |

| Playoff 7º colocado | Playoff 7º colocado |
| ------------------- | ------------------- |
| Marte Club          | 1 (3)               |
| Kapital Soccer      | 1 (4)               |

| Playoff 5º colocado | Playoff 5º colocado |
| ------------------- | ------------------- |
| Pumas Sport         | 0                   |
| Peñarol             | 2                   |

### Semi Finais
| Semifinal 1  | Semifinal 1 |
| ------------ | ----------- |
| San Lorenzo  | 4           |
| Always Ready | 6           |

| Semifinal 2    | Semifinal 2 |
| -------------- | ----------- |
| Stein Cascavel | 8           |
| Exa Ysaty      | 0           |

## Finais
| Playoff 3º colocado |       |
| ------------------- | ----- |
| San Lorenzo         | 2 (4) |
| Exa Ysaty           | 2 (1) |

| Final        | Final | Final          |
| ------------ | ----- | -------------- |
| Always Ready | 0 v 5 | Stein Cascavel |

1. ↑  https://www.conmebol.com/conmebol-libertadores-futsal-femenina-tabla-de-posiciones/.  Em falta ou vazio |título= (ajuda)